# Pergalumna filifera
Pergalumna filifera är en kvalsterart som beskrevs av Sandór Mahunka 1978. Pergalumna filifera ingår i släktet Pergalumna och familjen Galumnidae. Inga underarter finns listade i Catalogue of Life.